# Deutsche Zeitung für Chile
Die Deutsche Zeitung für Chile war eine Tageszeitung in Valparaíso und Santiago de Chile von 1910 bis 1943.

## Geschichte
Seit 1910 wurde die Deutsche Zeitung für Chile in Valparaiso herausgegeben, als  Nachfolgerin der Deutschen Nachrichten für Süd-Amerika, die im Juli 1909 wegen der Krankheit ihres Herausgebers  eingestellt werden musste.
Erster Schriftleiter war (wahrscheinlich)  Hermann Schroff, der vorher in Rumänien deutschsprachige Zeitungen geleitet hatte, die Herausgabe leitete zunächst ein Komitee von Deutschen in Valparaiso.
Seit Juli 1912 war Dr. Paul Oestreich aus Berlin neuer Chefredakteur, er wurde dann auch der Herausgeber. Seit Ende 1914 erschien die Deutsche Zeitung für Chile werktäglich.
Ende 1918 wurde der Redaktionssitz nach Santiago verlegt. Anfang 1920 kaufte Paul Oestreich die andere Tageszeitung Deutsche Presse in Santiago und stellte deren Erscheinen ein.
Die Deutsche Zeitung für Chile enthielt viele Nachrichten über Ereignisse im Ausland, besonders in Deutschland, nur verhältnismäßig wenige über die Deutschen in Chile und fast keine über weitere Ereignisse in Chile.
1934 hatte sie eine Auflage von etwa 4.800 Exemplaren und war damit die verbreitetste deutschsprachige Zeitung in Chile, sie wurde auch in den  Nachbarländern gelesen, aber  nur selten im entfernten Süden des Landes.

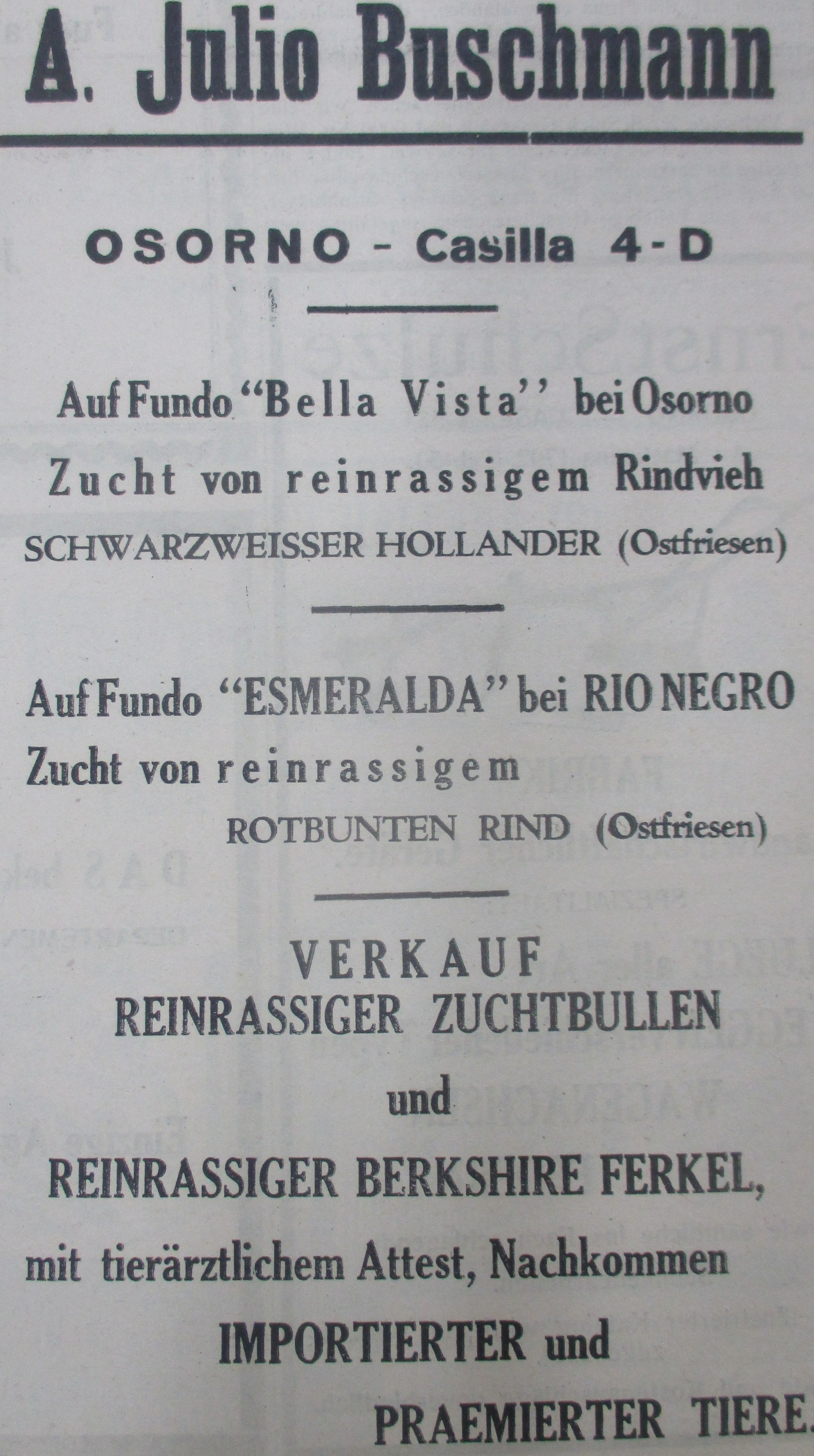
Werbeanzeige in der Deutschen Zeitung für Chile, 1936

Am 29. Januar 1943 erschien die letzte Ausgabe.
Von 1913 bis 1916 gab es eine spanischsprachige Abendausgabe La Revista de Pacifico. Danach gab Paul Oestreich zusätzlich eine Zeitschrift Tiempo Nuevo heraus, die deutsche Sichtweisen in spanischer Sprache vermitteln sollte.
Ludwig Asch war 1918 Korrespondent der Deutschen Zeitung für Chile  in Berlin.